# W38
Pour les articles homonymes, voir W38 (homonymie).
La W38 était une ogive thermonucléaire américaine.

## Description
La W38 est la première ogive thermonucléaire conçue par le University of California Radiation Laboratory (UCRL), aujourd'hui le Laboratoire national de Lawrence Livermore. 
Fabriquée pour la première fois en 1961 et déployée dans les années 1960, elle a été embarquée à bord des missiles Atlas E et F, ainsi que du missile Titan I. 110 ogives furent montées dans les missiles Atlas et 70 dans les missiles Titan I. Elle était installée dans le véhicule de rentrée Avco Mark 4.
La W38 avait un diamètre de 32 pouces (81 cm), mesurait 82,5 pouces (2 m) de long et pesait 3 080 livres.
Sa puissance explosive était de 3,75 mégatonnes.
Elle a été en service de 1961 à 1965. La W53, embarquée à bord du missile Titan II, l'a remplacée.